# Qualitatives Wachstum
Qualitatives Wachstum ist als systemwissenschaftliche Ergänzung des mathematischen Wachstumsbegriffes die innere Verbesserung eines Systems durch Umbau und „Verfeinerung“ der Strukturen sowie Ausdifferenzierung neuer Funktionen und Möglichkeiten in Subsystemen. Statt einer mengenmäßigen Vergrößerung kommt es zu einer Vergrößerung der Vielfalt. Dies geschieht vor allem im Rahmen evolutionärer Entwicklungen, wenn ein quantitatives Wachstum an seine Grenzen stößt.
Der Begriff wird heute fast ausschließlich im Zusammenhang mit Wirtschaftswachstum verwendet und umschreibt hier eine Entwicklungsrichtung, die auf eine Verbesserung der Qualität der erzeugten Waren und Dienstleistungen und eine Erhöhung der Lebensqualität gerichtet ist.
Der Gegenbegriff ist das Quantitative Wirtschaftswachstum, also die Erhöhung der Menge der erzeugten Waren und Dienstleistungen. Während Mengen einfach ermittelt werden können, ist die Frage, was Qualität in diesem Kontext bedeutet, nur über die Messung nicht-monetärer Indikatoren möglich. Welche hierzu genutzt werden sollen, ist Teil der Diskussion.
Dem Begriff des qualitativen Wirtschaftswachstums liegt die Annahme zugrunde, dass durch wachsendes Können und in Innovationen umgesetztes Wissen der Weltbevölkerung die Qualität von Produkten und Dienstleistungen steige. Langlebige, gut gewartete und energiesparende Geräte und Anlagen seien der Schlüssel zu weniger Rohstoffverbrauch und geringeren Emissionen. Das heute übliche Massengeschäft mit kurzlebigen Billigprodukten werde deshalb wieder durch langlebige Qualitätsware mit garantiertem Service abgelöst werden müssen.
Das produzierende Gewerbe könne also durch Qualitätsverbesserung die Wertschöpfung bei sinkenden Stoffumsätzen steigern. Sollte dieser notwendige Strukturwandel Arbeitskraft freisetzen, bestehe schier unendlicher Bedarf für soziale, pädagogische und kulturelle Dienstleistung an einer mehrheitlich armen und von Wissensquellen ausgeschlossenen Weltbevölkerung.
Als ökonomische Strategie und politisches Programm reagiert qualitatives Wachstum auf die insbesondere von Ökologen geäußerte Wachstumskritik, grenzt sich aber von radikaleren Forderungen der wachstumskritischen Bewegung nach Wachstumsrücknahme ab.
Gleichsam wird der Begriff Grünes Wachstum teilweise synonym verwendet. Dies ist jedoch irreführend, da grünes Wachstum lediglich eine ökologische Verbesserung der Produktion im Hinblick auf eine nachhaltige Sicherung der quantitativen wirtschaftspolitischen Wachstumsziele verfolgt.

## Messung des qualitativen Wachstums
Den mit dem qualitativen Wirtschaftswachstum erreichten Zuwachs an Lebensqualität in einer Volkswirtschaft wird je nach Modell mit verschiedenen Indikatoren gemessen. Die OECD (Organisation for Economic Cooperation and Development) hat acht Hauptziele als Ansatzpunkte eines Indikatorsystems festgelegt:
- Gesundheit
- Lernen und Ausbildung
- Qualität des Arbeitslebens
- Freizeit und Zeiteinteilung
- wirtschaftliche Situation und Kaufkraft
- physische Umwelt
- persönliche Sicherheit
- soziale Beteiligungschancen

Es werden in diesem Modell Verhältniszahlen zur Berechnung verwendet.

## Kritik am Konzept
Wachstumskritiker halten Qualitatives Wachstum für ebenso paradox wie utopisch und lehnen es ab. Stattdessen fordern sie die Überwindung des Wachstumszwangs. Beispielsweise argumentiert Niko Paech, dass „eine Fülle von Rebound-Effekten alle Einsparungen zunichte“ mache und eine reale Nachhaltigkeitsperspektive nur in einer „Postwachstumsökonomie“ denkbar sei. Innerhalb der wachstumskritischen Bewegung ist die Ablehnung von qualitativem Wachstum weitgehender Konsens.

## Qualitatives Wachstum von Unternehmen
Der Begriff des qualitativen Wachstums wird nicht nur im gesamtwirtschaftlichen Kontext verwendet, sondern auch im Bereich der Unternehmensführung. Er beschreibt dabei einen Entwicklungsprozess, durch den ein Unternehmen ein höheres Niveau an Leistungsqualität und Nachhaltigkeit erreicht. Voraussetzung dafür ist eine Weiterentwicklung von Führungsqualität, Arbeitsqualität und Prozessqualität im Unternehmen sowie ein qualitätsorientiertes Partnermanagement entlang der Wertschöpfungskette.